# 冯国璋旧居
冯国璋旧居是直系军阀、中華民國副總統、代理大總統冯国璋在天津的旧居，坐落于当时的天津奥租界二马路与沿河马路（今河北区民主道50号～54号和海河东路花园巷），与其相邻的袁世凯宅邸有“左右‘冯袁’”之称。在2003年的海河东路拓宽改造工程中，位于海河东路的该旧居将被保存下来并修葺一新。该建筑目前为天津市文物保护单位和特殊保护等级历史风貌建筑。

## 历史

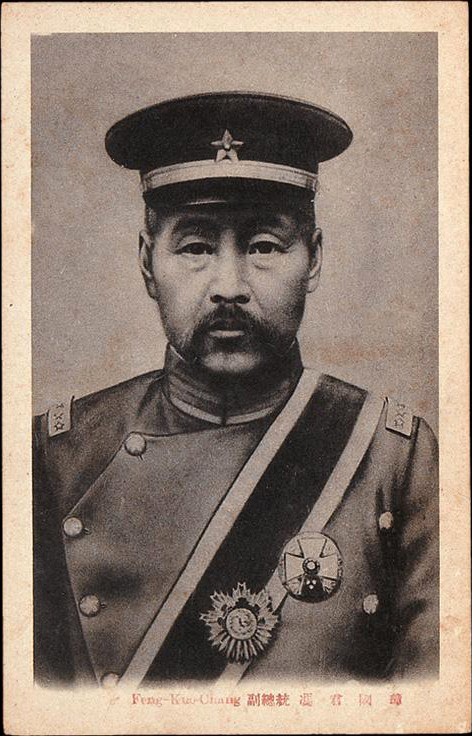
馮國璋

冯国璋旧居原建筑为奥匈帝国工程师布吕纳建造的事务所，因此楼设计非同一般，冯国璋认为这位奥匈帝国工程师在房屋设计及施工方面技术高超，就于1913年任北洋政府直隶督军时以抵债方式与其协商后把该楼买下，当时这三间楼房占地6.376市亩，后冯国璋以“五署堂”的名义订立了契约。1915年，冯国璋又委托一位德国建筑师按原建筑的风貌设计进行扩建和接建，在宅基地上增建了二层楼房四所，并在其建筑的西侧修建了庭院花园，在当时人称"冯家花园"或"冯家大院"，同时还建筑了一部分平房。中华人民共和国成立后，该旧址先被辟为和平幼儿园，后逐渐成为公寓宿舍，到2003年整修之前，其内部居住了23户居民，使用空间非常狭小，内部年久失修，破败不堪，杂物堆陈，失去了冯国璋旧居原有面貌。2003年，天津市人民政府在冯国璋旧居的维修中，根据历史照片线索部分还原了冯国璋旧居的旧貌，其中包括已经被损毁的吊顶、楼梯、立面等。同时，冯国璋旧居还增加了屋顶保温层、定型工艺瓦件、沙窗、雨淋窗、双槽玻璃窗、中央供热、制冷、通风、供电系统、弱电系统等设施。

## 建筑
冯国璋旧居为四座砖木结构的二层楼房，局部为三层。建筑面积为4661.29平方米，占地面积4251平方米。共有楼房110间，其中平房54间。该建筑顶部为多坡瓦顶。窗户为纱窗、雨淋窗和双槽玻璃窗多层结构。建筑造型整体呈奥地利式建筑风格，布局大方，朴实典雅。

## 内部链接
- 冯国璋
- 袁世凯旧宅
- 原奥匈帝国驻天津领事馆